# يوليا مولر
يوليا مولر (بالألمانية: Julia Müller)‏ هي لاعب هوكي الحقل ألمانية، ولدت في 10 ديسمبر 1985 في هامبورغ في ألمانيا.

## وصلات خارجية
- يوليا مولر على موقع الاتحاد الدولي للهوكي (الإنجليزية)
- يوليا مولر على موقع اللجنة الأولمبية الدولية (الإنجليزية)
- يوليا مولر على موقع أوليمبيديا (الإنجليزية)
- يوليا مولر على موقع اللجنة الأولمبية الألمانية (الألمانية)